# Heinrich Quistorp (Theologe)
Heinrich Quistorp (* 23. August 1911 in Rheydt; † 12. Februar 1987 in Minden) war ein deutscher reformierter Theologe und Mitglied der Bekennenden Kirche.

## Leben
Quistorp wurde am 23. August 1911 als fünftes Kind des habilitierten Studienrates Gottfried Quistorp (1867–1948) und seiner Frau Julie Quistorp, geb. Praetorius (1880–1950), in Rheydt (Rheinland) geboren. Vor Ort besuchte er die Volksschule und das Realgymnasium, welches er 1930 mit dem Abitur abschloss. In seiner Jugend begeisterte er sich für Musik, Sport und betätigte sich innerhalb der Bündischen Jugend.
Sein Studium begann Quistorp mit dem Studium der Rechtswissenschaften in Innsbruck und Göttingen. Im Jahr 1931 wechselte er zum Studium der Theologie, das er in Göttingen, Erlangen und Bonn fortsetzte. In Erlangen engagierte er sich in der jugendbewegt-reformierten Hochschulgilde Nothung, u. a. als Kanzler der Junggilde. In Bonn gründete er zusammen mit anderen Theologiestudenten im Haus der Deutschen Christlichen Studentenvereinigung (DCSV) die studentische Bekenntnisgemeinschaft. Zudem wirkte er in der Bruderschaft junger Theologen in der Bekennenden Kirche (BK) mit.
Schon beim Zwangsübergang des Jungstahlhelms in die SA verweigerte Quistorp den Eid auf den Führer Adolf Hitler. Als sich auch sein theologischer Lehrer Karl Barth diesem Eid verweigerte und ihm dafür sein Lehramt entzogen wurde, verfasste Quistorp mit seinen Mitstudenten Martin Eras und Siegfried Hajek eine studentische Protesterklärung, die vom Theologiestudenten Karl Krämer unter Beifall im Hörsaal verlesen wurde. Nachdem daraufhin auch die Gestapo tätig geworden war, solidarisierten sich über 200 weitere Studenten mit den Verfassern und überreichten die gemeinsame Erklärung an das Rektorat. Über die sich daran anschließenden Konflikte mit der NS-Fachschaftsleitung erinnert sich Quistorp wie folgt:

„Lic. Dr. Rose (ein streng konfessioneller Lutheraner), der Waffenstudent war, forderte den führenden DC Willy Böld zum Zweikampf heraus, der aber passen mußte, da er nicht fechten konnte. […] Die Studenten Eras, Hajek, Krämer und ich erhielten eine Vorladung vor den Bonner Universitätsrichter und wurden über Motive und Begründung unserer Erklärung von einem (zum Glück freundlich gesonnenen katholischen) Amtsrichter verhört, der allerdings unseren knalligen Schlußsatz monierte: ‚Wir wollen die Sache und kein Surrogat!‘ […] Er ließ sich dann noch in Umrissen über die Theologie der DC aufklären und verabschiedete sich von uns nach dem offiziellen Verhör mit den persönlichen Worten: ‚Ich bin auch kein Christenverfolger, sondern gut katholisch!‘ – Erst nach Monaten haben wir den amtlichen Bescheid bekommen, daß das Verfahren gegen uns eingestellt sei. Die Intervention des Schweizer Gesandten beim Reichsbildungsminister Rust hatte ja eine Aufhebung der Exmatrikelsperre für (zunächst uns vier, dann) alle Unterzeichner erwirkt.“

1935 legte er sein 1. Theologisches Examen bei der BK im Rheinland ab. In Folge schloss sich ein Vikariat in Bad Honnef an. Mittels des Stipendium Bernardium studierte er von 1936 bis 1939 in Utrecht und arbeitete an seinem Lizenziat. Im August 1939 kehrte er in den Kirchendienst zurück. Von einem regimekritischen Kommandeur wurde er vom Wehrdienst befreit und zur Seelsorge an der Heimatfront abgestellt. Nach einem Vikariat in Winterburg schloss er sein 2. Theologisches Examen in Barmen ab.
Bis August 1944 war er als Hilfsprediger der BK in Bockenau und Gebroth im Hunsrück nahe seinem letzten Vikariat tätig. Danach wurde er zur Vertretung des wegen seiner Predigten inhaftierten BK-Pfarrers Otto Voget in Heiligenkirchen bei Detmold versetzt. Kurz vor Kriegsende wurde auch Quistorp eingezogen, was ihn dazu zwang, die Leitung der Bruderschaft eilig abzugeben, die ihm einige Monate zuvor übertragen wurde.
Aus seiner Heirat mit Elfriede Thilo im August 1944 gingen drei Kinder hervor. Seine älteste Tochter ist die Theologin und Politologin Eva Quistorp. Nach dem Krieg betätigte er sich als Pfarrer in der Gemeinde Neukirchen-Vluyn, bis er 1952 nach Kleve an die deutsch-niederländische Grenze berufen wurde. Hier engagierte er sich in der Jugendarbeit und im Austausch mit niederländischen Gemeinden. Kirchenpolitisch kritisierte er nach dem Krieg eine als „unbußfertig“ wahrgenommene und in einem „nationalen Pharisäismus“ befangene Haltung konservativer Protestanten, so etwa im Falle Helmut Thielickes, die in Begriffen wie „Vaterland“ und „Ehre“ befangen blieben und je länger desto mehr die Wiederbewaffnung befürworteten.
Der 1963 angefangenen Tätigkeit in der reformierten Gemeinde in Minden folgte 1967 seine frühzeitige Pensionierung aufgrund zunehmender Depressionen, die ihm die Ausübung seines Berufes unmöglich machten. Auch sein Familienleben litt unter seinem Gesundheitszustand und so trennte er sich von seiner Frau und zog zu seinen Schwestern nach Bremen. Im Jahr 1976 heiratete er Lieselotte Kuhlemann, geb. Orphal, aus der reformierten Kirchengemeinde in Minden, wo er am 12. Februar 1987 verstarb.

## Schriften
- Die letzten Dinge im Zeugnis Calvins. Bertelsmann, Gütersloh 1941.
  - Calvin’s Doctrina of the last things. Lutterworth Press, London 1955 (übersetzt von Harold Knight).
- Sichtbare und unsichtbare Kirche bei Calvin. In: Evangelische Theologie. 9. Jahrgang, 1949, S. 83–101.
  - zugleich in: 250 Jahre Evangelisch-reformierte Petrikirche Minden. Festschrift zum 250-jährigen Kirchweihjubiläum der Evangelisch-reformierten Petrikirche Minden 1743–1993. Minden 1993, S. 85–98.
- Übersetzung von Jan Koopmans: Das altkirchliche Dogma in der Reformation. Kaiser Verlag, München 1955.
- Übersetzung von Cornelis Antonie de Ridder: Maria als Miterlöserin? Vandenhoeck & Ruprecht, Göttingen 1965.
- Übersetzung von Willem Frederik Dankbaar: Calvin, sein Weg und sein Werk. Neukirchener Verlag des Erziehungsvereins, Neukirchen-Vluyn 1966.
- Übersetzung von Arnold van Ruler: Was glauben die Christen? Das Glaubensbekenntnis gestern, heute und morgen. Aussaat Verlag Wuppertal, Wuppertal 1972.

## Links
- Achim von Quistorp: D. theol. Heinrich Quistorp. (pdf; 146 kB) In: Beiträge zur Genealogie und Geschichte der Familie Quistorp. Hrsg. von Achim von Quistorp, 15. April 2017, S. 183–184, archiviert vom Original am 24. August 2018.
- Achim von Quistorp: Die Familiengeschichte. In: quistorp.de. 2. Februar 2022.